# Peritrichia hybrida
Peritrichia hybrida är en skalbaggsart som beskrevs av Louis Albert Péringuey 1902. Peritrichia hybrida ingår i släktet Peritrichia och familjen Melolonthidae. Inga underarter finns listade i Catalogue of Life.